# Špindlerův most
Špindlerův most v Roudnici nad Labem je silniční příhradový ocelový most přes Labe do centra Roudnice pod zámkem postavený v letech 1906–1910. Stojí na místě středověkého kamenného mostu biskupa Jana z Dražic, považovaného po Juditině a píseckém mostě za třetí nejstarší kamenný most v Čechách a první přes Labe.

## Historie

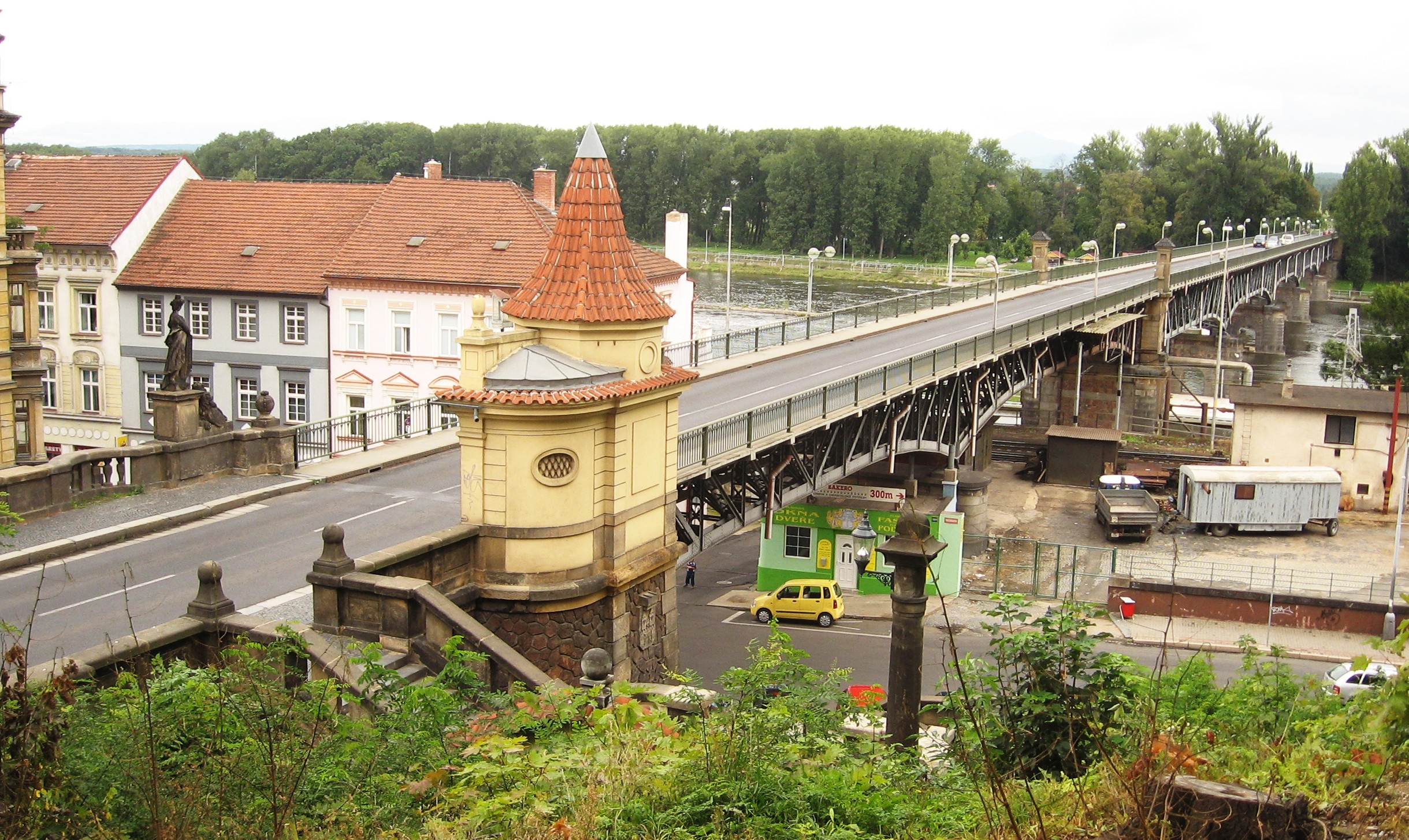
Pohled na most od zámku. Vlevo socha Čechie

V letech 1333–1340 byl v Roudnici nákladem biskupa Jan IV. z Dražic postaven v Roudnici přes Labe kamenný most. K vedení stavby byli povoláni stavitelé z Avignonu, kteří se podíleli na stavbě tamějšího Avignonského mostu. V 16. století byl most nejméně dvakrát poničen povodní a opraven. V roce 1620 most pobořila stavovská vojska při ústupu v reakci na bělohorskou porážku, v letech 1621–1625 opět opraven, ale následně jej ještě v rámci třicetileté války zničila dělostřelbou švédská vojska. Později byl na jeho místě zřízen přívoz. Byly vytvořeny dokonce dva plány na opravu mostu, z finančních důvodů ale ani jeden z nich nebyl realizován. Jižní mostní věž společně s kostelem ze 14. století byly odstraněny při stavbě Severní státní dráhy v polovině 19. století. Torza starých pilířů (a nejspíše i zbývající zachovalý oblouk při pravém břehu) byly odstraněny začátkem 20. století v rámci výstavby nového mostu. 
V letech 1906–1910 zde byla vztyčena ocelová konstrukce nynějšího mostu na nových pilířích.
Most je označován jménem spisovatele, novináře, mladočeského politika a dlouholetého roudnického tajemníka městského úřadu a poté starosty Ervína Špindlera, který se zasloužil o rozvoj města i vybudování mostu.